# Capital Gate
Il Capital Gate è un grattacielo e torre pendente situato ad Abu Dhabi, negli Emirati Arabi Uniti, presso il Centro Espositivo Nazionale della città. Con i suoi 160 metri di altezza (e i suoi 35 piani), è uno dei più alti edifici della città e si eleva inclinato, rispetto alla verticale, di 18° verso ovest. Ne è proprietario e committente originale dell'opera la Società Esposizioni Nazionali di Abu Dhabi.

## Record mondiali
Nel giugno 2010 il Guinness dei primati ha certificato il Capital Gate come l'ultima torre pendente al mondo realizzata dall'uomo. La torre Capital Gate è stata eretta con una pendenza voluta di 18° verso ovest: più di quattro volte quella della torre pendente di Suurhusen.
Alla pressione della forza di gravità provocata dall'inclinazione di 18° si contrappone la tecnica detta del "nucleo pre-incurvato", utilizzando un nucleo centrale di calcestruzzo armato rinforzato con acciaio, che fu deliberatamente eretto leggermente decentrato. L'edificio è anche ancorato al suolo con 490 pilastri che sono infilati fino a 20-30 metri sotto terra.

## Architettura
L'edificio ha una struttura a griglia diagonale appositamente progettata per assorbire e incanalare le forze create dal carico del vento e da quello sismico, come anche il gradiente dello stesso Capital Gate. Si ritiene che questo sia il primo edificio del Medio Oriente a usare la tecnica della griglia diagonale; gli altri, nel resto del mondo, comprendono il 30 St Mary Axe di Londra, la Torre Hearst di New York e lo Stadio nazionale di Pechino.
Il progetto del Capital Gate ha potuto ottenere la sua inclinazione con questa tecnica ingegneristica che permette alle solette dei piani di sovrapporsi verticalmente fino al dodicesimo piano e sfalsati uno sull'altro da 300 mm a 1400 mm.
Il progetto del Capital Gate è dovuto alla società di architettura RMJM e fu completato nel 2011. Il Capital Gate ospita ora gli hotel a 5 stelle della Hyatt Hotels Corporation e spazi aggiuntivi per uffici.